# Montebello (Colômbia)

Bandeira de Montebello.

Localização de Montebello, no departamento de Antioquia.

Montebello é uma cidade e município da Colômbia, no departamento de Antioquia.